# Orion Too
Orion Too is een Belgisch danceproject van producers Serge Ramaekers en Gery Francois. Voor de vocals werd beroep gedaan op zangeres Kathleen Goossens (aka Caitlin), die eerder al deel uitmaakte van de groep Astroline.
De groep was meteen ook een van de allereerste acts op het Mostiko label en scoorde tussen 2001 en 2003 enkele bescheiden hits.  Na het floppen van de single Making Love For The First Time werd de samenwerking tussen de band en de platenfirma echter stopgezet.
Na lang aandringen door de fans van het project, werd in 2005 wel het album van de groep uitgebracht.  Het album was niet te verkrijgen in de Belgische platenzaken, maar kon wel legaal gedownload worden.

## Discografie

### Singles
- You And Me (2001)
- Hope And Wait (2002)
- So Shy (2002)
- Travelling (2003)
- Making Love For The First Time (2003)

### Albums
- Never Say Never (2005)